# Zeno Hastenteufel
Zeno Hastenteufel (Montenegro, 14 de junho de 1946 – Porto Alegre, 30 de abril de 2025) foi um bispo católico, bispo de Novo Hamburgo.

## Biografia
De origem alemã, nasceu em Linha Rodrigues da Rosa, no então município de Montenegro, filho de Olindo e Anna Amélia Hastenteufel. Cursou o fundamental na escola rural Cônego Alfredo Caspary, em Linha Francesa Alta, município de Barão. Fez o ginasial e o segundo grau no Seminário São José de Gravataí, de 1960 a 1966; Filosofia na Faculdade de Filosofia de Viamão, de 1967 a 1968 e 1971 a 1972; Teologia na Faculdade de Teologia da PUCRS, de 1969 a 1972. Fez trabalho pastoral como seminarista na paróquia Santa Ana de Gravataí, sendo o primeiro seminarista naquela paróquia.

### Sacerdócio
Foi ordenado sacerdote, aos 8 de julho de 1972, trabalhou como vigário ecônomo da Paróquia Nossa Senhora da Conceição, em Sapucaia do Sul. Foi Professor de Cultura Religiosa na PUCRS, de 1973 até 1981.
Dos anos 1973 até 1975 atuou como vigário paroquial da Paróquia São Pedro, em Porto Alegre; também em 1973 fundou em Porto Alegre o CLJ, Curso de Liderança Juvenil, em 1974 foi seu diretor espiritual até 1981. De 1976 a 1981 foi pároco da Paróquia Santo Antônio Pão dos Pobres, em Porto Alegre.Nessa época, Pe. Zeno implantou a Missa do horário nobre (20h00),  todas as quartas feiras, chamada "Missa da Almofada",para os Jovens de Porto Alegre, que portavam, cada um deles,  uma almofada para que sentassem ao redor do altar, ocasião em que Pe. Zeno fazia sua homilia, explicando cada ato realizado por ele na missa e outras explicações muito interessantes referente à fé, para conhecimento dos jovens. Nessa mesma época Pe. Zeno instalou no altar 2 holofotes, voltados para o altar, e, na missa do domingo, no horário nobre (20h00), no momento da consagração, as luzes da Igreja se apagavam e acendiam-se as luzes do holofote em cima do Cristo (de tamanho normal de um homem), atrás do altar e, ao mesmo tempo, na Hóstia, sendo consagrada naquele momento. Acreditem! Fui testemunha de que os participantes daquela missa choravam, tamanha era a emoção, pois parecia que Cristo estava ali no Altar, fisicamente.
Cursou o mestrado e doutorado em História Eclesiástica na Pontifícia Universidade Gregoriana em Roma, de 1981 a 1985. De 1984 a 1986 foi vigário na Paróquia Sagrada Família, em Porto Alegre. Foi professor de História da Igreja, de 1984 até 2001; e professor no Seminário Maior de Viamão, de 1987 a 2000.
Dom Zeno foi diretor do Instituto de Teologia da PUCRS, de 1988 até 1995, diretor dos Jornais Mundo Jovem, Novo Milênio e Versão Semanal. Presidente da Comissão Teológica do CONIC, de 1992 a 1996; foi responsável pela Pastoral da PUCRS, de 1984 a 1995; foi pároco da Paróquia São Vicente Mártir, em Porto Alegre, de 1987 a 1995 e pároco da Paróquia São Sebastião, em Porto Alegre, de 1996 a 2001. Atuou na Aliança FM com um programa diário Um novo dia começa para ti, de 1995 até 2001.

### Episcopado
No dia 12 de dezembro de 2001, foi nomeado pelo Papa João Paulo II, Bispo Diocesano de Frederico Westphalen, sendo ordenado na Catedral Metropolitana de Porto Alegre no dia 8 de março de 2002 por Dom Dadeus Grings e tendo como co-ordenantes: Dom Bruno Maldaner e Dom Eduardo Benes de Sales Rodrigues. Durante seu episcopado em Frederico Westphalen, deu atenção a formação do clero, a restauração da Catedral e ao processo de beatificação dos Mártires do Alto Uruguai.
Dom Zeno incentivou a propagação a devoção aos mártires, possibilitando assim que eles fossem mais conhecidos e acelerar o final do processo dos mártires. Dom Zeno juntamente com seus diocesanos levaram o nome e a história deles para o Rio Grande do Sul, o Brasil e até a Europa. Os mártires Manuel Gomez Gonzalez e Adílio Daronch foram beatificados em outubro de 2007.
Aos 28 de março de 2007 foi nomeado pelo Papa Bento XVI, Bispo da Diocese de Novo Hamburgo. Assumiu a diocese no dia 29 de abril do mesmo ano. De 2007 a 2011 foi bispo referêncial da Pastoral Familiar no Regional e, posteriormente, Secretário do Regional Sul-3 da CNBB, cargo que ocupou até 2011. Durante seu episcopado em Novo Hamburgo implantou o projeto das Santas Missões Populares.
Durante a 49ª Assembleia dos Bispos do Brasil em Aparecida do Norte, no dia 10 de maio de 2011, foi eleito Presidente do Regional Sul-3 da CNBB. No mesmo ano foi escolhido como bispo referencial da Pastoral Familiar no Regional Sul-3 da CNBB.
Em 19 de janeiro de 2022, por razão de limite de idade, o Papa Francisco acolheu o pedido de renúncia ao governo pastoral da diocese de Novo Hamburgo (RS), apresentado por dom Zeno Hastenteufel conforme o cânon nº 401 do Código de Direito Canônico.

### Brasão e lema
Brasão: O Brasão é formado por três campos diferentes: a) Campo em Branco onde se destaca o Báculo, o cajado do pastor, que recorda a missão de apascentar o rebanho do Senhor; b) Campo em Verde com destaque para o trigo, fruto da terra e do trabalho dos agricultores. Além disso, o microfone e o telhado. O primeiro, como símbolo de comunicação, tão utilizado, e o segundo, lembrando que é preciso proclamar a boa nova sobre os telhados; c) Campo em Azul quer prestar sua homenagem ao manto azul da padroeira da Arquidiocese de Porto Alegre, a Mãe de Deus, e também do Santuário Diocesano de Nossa Senhora da Luz, em Nonoai e lembrando também o Santuário das Mães, na Diocese de Novo Hamburgo.
Lema: Nuntio vobis Gaudium (Eu vos anuncio alegria!). Compreendemos que o bispo é aquele que leva a alegria para as comunidades, para o seu clero e para os seminários.

### Morte
Hastenteufel morreu na madrugada do dia 30 de abril de 2025, aos 78 anos, em Porto Alegre, vitimado por complicações de um cirugia de retirada de tumor.

## Livros
1. Crisma a grande opção (1978)
2. Dom Feliciano na Igreja do Rio Grande do Sul (1987)
3. História da Igreja para debate (1989)
4. O Credo e os Sacramentos (1994)
5. Infância e Adolescência da Igreja (1993)
6. O Catecismo ao alcance de todos (2001)
7. História da Igreja Antiga e Medieval I (2001)
8. História da Igreja Nova II (2001)
9. História da Igreja no Brasil e no Rio grande do Sul (2007)